# Uğur Çiftçi
Uğur Çiftçi (Sivas, 4 maggio 1992) è un calciatore turco di origine albanese, difensore del Sivasspor.

## Carriera

### Club
Nel 2011 passa al Gençlerbirliği all'Hacettepe, in cui resta per due stagioni. Nel 2013 fa ritorno al Gençlerbirliği.

### Nazionale
Ha esordito in Nazionale il 19 novembre 2013 nell'amichevole Turchia-Bielorussia (2-1).